# Final Fantasy VII: Dirge of Cerberus
"Final Fantasy VII: Dirge of Cerberus" е PS2 (PlayStation 2) игра от поредицата Final Fantasy. Тази част се съсредоточава над героя Винсънт Валентин (Vincent Valentine}.

## Герой

### Познати герои
- Винсънт Валентин (Vincent Valentine)
- Риив Туести (Reeve Tuesti)
- Кейт Сит (Cait Sith)
- Юфи Кисараги (Yuffie Kisaragi)
- Лукреция Крескебт (Lucrecia Crescent)
- Клауд Страйф (Cloud Strife)
- Барет Уолъс (Barret Wallace)
- Тифа Локхарт (Tifa Lockheart)
- Сид Хайуинд (Cid Highwind)
- Ходжо (Hojo)

### Нови герои
- Генезис (Genesis)
- Шалуа Руи (Shalua Rui)
- Гримоир Валентин (Grimoire Valentine)
- The Restrictors
- Омега ОРЪЖИЕ (Omega WEAPON)
- Ъшър (Usher)
- Азул (Azul)
- Шелк (Shelke)
- Росо (Rosso)
- Неро (Nero)
- Вайс (Weiss)
- Ардженто (Argento)